# Guerre di unificazione dello stato di Qin

Hou Xuanxuan. Cartina geopolitica della Cina del III secolo a.C con l'evoluzione delle campagne militari dello stato di Qin.

Le guerre di unificazione dello stato di Qin (秦滅六國之戰T, Qín miè liù guó zhī zhànP) furono una serie di campagne militari lanciate verso la fine del III secolo a.C dallo stato di Qin controllato dal re Yíng Zhèng contro gli altri sei Stati Combattenti (Han, Zhao, Yan, Wei, Chu e Qi) nel territorio che sarebbe andato a formare la Cina della prima dinastia imperiale. Alla fine di queste campagne (nel 221 a.C.) lo stato di Qin unificò la maggior parte degli stati, occupando anche alcuni territori a sud del Fiume Azzurro (Yangtze). I territori conquistati entrarono a far parte dell'impero fondato dalla dinastia Qin, rendendo Yíng Zhèng il primo imperatore della Cina, col nome di Qín Shǐ Huángdì (秦始皇帝S, Qín Shǐ HuángdìP), che letteralmente significa "primo imperatore della dinastia Qin".

## Scenario storico

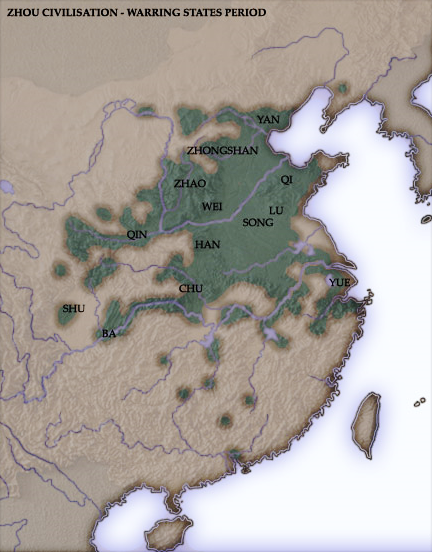
La Cina durante il Periodo degli Stati Combattenti. Molti degli stati più piccoli, tra cui Ba e Zhongshan, furono conquistati prima del regno di Ying Zheng (lo stato Ba da Qin, Zhongshan da Zhao, Lu da Chu, e Song da Wei e Qi).

Durante il Periodo dei Regni Combattenti lo stato di Qin divenne il più potente tra quelli maggiori della Cina. Nel 238 a.C., Ying Zheng salì al trono di Qin dopo aver fermato congiure di palazzo, giustiziando Lao Ai amante della madre, ed esiliato il suo Primo Ministro e primo mentore Lü Buwei. Con l'aiuto di Li Si, un talento legalista dell'università di Chu, Wei Liao (尉繚) ed altri, Ying Zheng pose le basi per un piano di conquista degli altri sei stati maggiori per l'unificazione della Cina. Tale strategia si basava sul fatto di conquistare e annettere un singolo Stato alla volta, formando alleanze con gli stati lontani e attaccando quelli vicini (uno dei 36 Stratagemmi militari cinesi). Le fasi chiave per l'attuazione di questo piano di conquista furono le alleanze con Yan e Qi, le conquiste di Han e Zhao e la resistenza con Wei e Chu.

## Le campagne militari

### Conquista dello stato di Han
Lo Stato di Han era il più vicino debole dei sette stati e aveva subìto precedentemente numerosi attacchi dallo stato di Qin, che l'avevano indebolito in modo drastico. Nel 230 a.C., l'esercito Qin guidato dal Ministro degli Interni Teng (內史騰) si spinse a sud, attraversando il Fiume Giallo e conquistando la regione di Zheng (鄭; oggi comprendente Xinzheng, Zhengzhou, Henan), la capitale Han, nel giro di un anno. Il Re An dello Stato Han si arrese e il suo regno cadde nelle mani di Qin. Il territorio Han fu riorganizzato per diventare la comanderia Yingchuan (潁川郡) dell'impero Qin, con capitale situata a Yangzhai (陽翟; le odierne Yuzhou, Xuchang, Henan).

### Conquista dello stato di Zhao
Nel 236 a.C., mentre Zhao stava attaccando il regno di Yan, lo stato di Qin sfruttò l'opportunità per inviare due forze di invasione contro Zhao. L'esercito Qin comandato da Wang Jian invase i territori Zhao di Eyu (閼與; l'odierna contea di Heshun, Jinzhong, Shanxi) e Liaoyang (撩陽; l'odierna provincia Zuoquan, Jinzhong, Shanxi), mentre il resto dell'armata Qin sotto il comando di Huan Yi (桓齮) e Yang Duanhe (楊端和) prese possesso di Ye (鄴; l'odierna contea di Ci, Handan, Hebei) e di Anyang (安陽; l'odierna contea di Anyang, Anyang, Henan). Zhao perse nove città e le sue capacità militari vennero molto indebolite.
Due anni dopo, Qin pianificò l'invasione dello stato di Han, ma temendo che Zhao potesse formare un'alleanza con esso ordinò a Huan Yi di condurre un esercito per invadere le città Zhao di Pingyang (平陽; a sud-est dell'odierna contea di Ci, Handan, Hebei) e Wucheng (武城; a sud-ovest dell'odierna contea di Ci, Handan, Hebei). Oltre 100 000 soldati furono uccisi durante la battaglia. L'esercito Zhao venne sconfitto e il suo comandante, Hu Zhe (扈輒) fu ucciso in combattimento. Nel 233 a.C. l'esercito di Huan Yi attraversò i monti Taihang e conquistò i territori Zhao di Chili (赤麗) e Yi'an (宜安), entrambi situati a sud-est dell'odierna Shijiazhuang, Hebei.
Nel 232 a.C. le forze militari Qin si divisero in due gruppi, attaccando rispettivamente Fanwu (番吾; l'odierna contea di Lingshou, Handan, Hebei) e Langmeng (狼孟; l'odierna contea di Yangqu, Taiyuan, Shanxi), ma furono entrambi sconfitti dall'esercito Zhao capeggiato dal generale Li Mu. Huan Yi fuggì verso lo Stato Yan per sottrarsi alla punizione che gli sarebbe stata inflitta per la sua sconfitta. Tuttavia anche l'esercito Zhao subì notevoli perdite, e non poté fare altro che ritirarsi per difendere la capitale Handan.
Nei due anni seguenti Zhao fu colpito duramente da due disastri naturali, un terremoto e una carestia. Nel 229 a.C. lo stato di Qin si avvantaggiò della situazione lanciando un attacco incrociato (da nord e da sud) contro la capitale Zhao Handan. Tre armate Qin si imbarcarono da Shangdi (上地; la regione odierna a settentrione di Shaanxi), Jingxing (井陉; l'odierna contea di Jingxing, Shijiazhuang, Hebei) e da Henei (河內; l'odierna Xinxiang, Henan), guidate rispettivamente dai generali Wang Jian, Jiang Lei (羌瘣) and Yang Duanhe, coordinati per attaccare Handan. Li Mu e Sima Shang (司馬尚) furono messi al comando dell'esercito Zhao. Li Mu ordinò alle sue truppe di innalzare delle strutture difensive ed evitare il confronto diretto con il nemico, di modo che le forze Qin furono bloccate e le due parti rimasero in una situazione di stallo.
Lo stato di Qin corruppe il ministro Zhao Guo Kai (郭開) per gettare discordia tra il re Qian di Zhao (趙王遷) e Li Mu. Il re dubitò della fedeltà di Li Mu e gli ordinò di lasciare subito il comando dei suoi comandanti in seconda, Zhao Cong (趙蔥) e Yan Ju (顏聚). Quando Li Mu rifiutò di obbedire al re, questi diventò ancora più sospettoso e ordinò ai suoi uomini di prendere Li Mu di sorpresa e catturarlo. La condanna a morte di Li Mu venne eseguita in prigione per ordine di re Qian. Nel 228 a.C., dopo aver appreso che Li Mu era stato sostituito, le forze Qin attaccarono e sconfissero l'esercito Zhao conquistando Dongyang (東陽; a est del monte Taihang). Zhao Cong venne ucciso in battaglia mentre Yan Ju fuggì dopo la sconfitta. Sette mesi dopo l'esercito Qin occupò Handan e catturò re Qian, ponendo fine all'esistenza del regno Zhao.
Il Principe Jia, fratello maggiore di Re Qian, fuggì da Handan e si diresse a Dai (代; l'odierna contea di Yu, Zhangjiakou, Hebei), dove con l'aiuto dei superstiti Zhao si proclamò Re della regione. Nel 222 a.C. Dai venne conquistata dall'esercito Qin guidato dal figlio di Wang Jian, Wang Ben (王賁), e il Principe Jia venne catturato.

### Conquista dello stato di Yan
Dopo la caduta di Zhao nel 228 a.C., l'esercito Qin guidato da Wang Jian stazionò presso Zhongshan e si preparò per un'offensiva contro Yan. Ju Wu (鞠武), un ministro Yan, propose al Re Xi di Yan di formare un'alleanza con Dai, Qi e Chu e di fare pace con gli Xiongnu del nord in modo da contrastare l'invasione Qin. Tuttavia il principe ereditario Dan sentiva che la strategia dell'alleanza non aveva buone probabilità di successo, e così inviò Jing Ke ad assassinare Ying Zheng. Jing Ke si recò personalmente nel regno di Qin fingendo di essere un ambasciatore, portando con lui una mappa di Dukang e la testa di Fan Wuji, un ex-generale Qin traditore. Jing Ke fallì nel suo intento e morì nel tentativo di assassinare Ying Zheng.
Nel 226 a.C., usando il pretesto del tentativo di assassinio da parte del loro inviato, Ying Zheng ordinò a Wang Jian di condurre un esercito all'attacco dello Stato Yan, con Meng Wu (蒙武) come secondo in comando di Wang. Le forze Qin sconfissero l'esercito Yan e i rinforzi che vennero in aiuto di quest'ultimo dal Dai, in una battaglia sulla riva orientale del fiume Yi (蒙武), dopo il quale conquistarono Ji (薊; l'odierna Pechino), capitale di Yan. Re Xi di Yan e suo figlio, il principe Dan, condussero il resto delle loro forze in ritirata verso la penisola del Liaodong. Un esercito Qin guidato da Li Xin (李信) inseguì la ritirata delle forze Yan fino al fiume Yan (衍水; l'odierno fiume Hun, Liaoning) dove entrarono in contatto con le forze nemiche e distrussero la maggior parte dell'esercito Yan. Successivamente, Re Xi ordinò l'esecuzione del principe Dan e l'invio della testa di suo figlio al Qin come "scusa" per il tentativo di assassino. Lo stato di Qin accettò l'offerta e non attaccò lo Yan per i successivi tre anni.
Nel 222 a.C., l'esercito Qin capeggiato da Wang Ben (王賁) invase Liaodong e distrusse quello che rimaneva delle forze Yan, catturando Re Xi e portando al termine l'esistenze del regno Yan. I vecchi territori del regno Yan furono divisi e riorganizzati in modo da formare le comanderìe dell'impero Qin Yuyang (漁陽), Beiping (北平), Liaoxi (遼西) e Liaodong (遼東).

### Conquista dello stato di Wei
Nel 225 a.C., un esercito guidato da Wang Ben (王賁) composto da ben 600 000 uomini conquistò oltre dieci città sul confine nord del Chu come mossa preventiva contro possibili attacchi laterali del Chu mentre il Qin stava preparando l'invasione del Wei. Wang Ben quindi condusse la sua armata a nord per assediare Daliang (大梁; a nord-ovest dell'odierna Kaifeng, Henan), la capitale Wei. La città era difficile da attaccare in quanto situata in prossimità della confluenza dei fiumi Sui e Ying e del Canale Hong (鴻溝), una posizione geografica che costituiva una difesa naturale e forniva un grande vantaggio tattico. Inoltre il fossato che circondava Daliang era molto ampio e tutti i cinque ingressi della città erano dotati di ponti levatoi, rendendo ancora più difficile per le forze Qin penetrare nella città. Le truppe Wei utilizzarono ogni mezzo per rafforzare le fortificazioni e le difese.
Wang Ben ebbe l'idea di deviare il corso del Fiume Giallo e del canale Hong per inondare Daliang. Le truppe di Wang Ben lavorarono per tre mesi a quest'opera mantenendo contemporaneamente sotto assedio Daliang, piano che alla fine ebbe successo. Daliang fu drasticamente sommersa e morirono oltre 100000 persone, civili inclusi. Il Re Jia del Wei (魏王假) si arrese e Wei passò sotto il controllo Qin, che fondò le comanderìe di Dang (碭) e Sishui (泗水) dai territori del regno Wei.

### Conquista dello stato di Chu
Nel 224 a.C., Ying Zheng convocò un consiglio di guerra per definire i piani di invasione contro lo Stato Chu. Wang Jian ritenne necessari 600 000 soldati per portare a termine la campagna, mentre Li Xin (李信) affermò che meno di 200 000 uomini sarebbero stati sufficienti. Ying Zheng scartò l'idea di Wang Jian e ordinò a Li Xin e Meng Wu (蒙武) di condurre un esercito di 200 000 all'attacco di Chu. Wang Jian si fece da parte motivando la sua defezione con le sue condizioni di salute.
Le armate Qin inizialmente conseguirono diverse vittorie, grazie alla conquista da parte di Li Xin di Pingyu (平輿; a nord dell'odierna contea di Pingyu, Zhumadian, Henan) mentre Meng Wu prese possesso di Qinqiu (寢丘; l'odierna contea di Linquan, Fuyang, Anhui). Dopo la conquista di Yan (鄢; odierna contea di Yanling, Xuchang, Henan), Li Xin condusse il suo esercito verso ovest per la riunione con Meng Wu a Chengfu (城父; a est dell'odierna provincia Baofeng, Pingdingshan, Henan). L'esercito Chu, condotto da Xiang Yan (項燕), evitò fino a quel momento di usare le sue principali risorse militari contro gli invasori Qin, aspettando un'opportunità per lanciare un contrattacco. Durante questo periodo, il principe Changping (fino ad allora alleato di Ying Zheng ma discendente dalla famiglia reale Chu) incitò alla ribellione una città precedentemente conquistata da Li Xin, e preparò un attacco a sorpresa da attuare successivamente contro il generale di Qin.
L'esercito Chu guidato da Xiang Yan per tre giorni e tre notti seguì velocemente l'armata di Li Xin prima di lanciare un attacco a sorpresa. Altrettanto fecero le forze del principe Changping, che si unirono all'esercito di Xiang Yan ed attaccarono Li Xin. La maggior parte dell'esercito di Li Xin venne distrutto in battaglia.
Subito dopo aver appreso la notizia della sconfitta di Li Xin, Ying Zheng visitò personalmente Wang Jian, che aveva abbandonato volontariamente il suo incarico di generale, gli porse le sue scuse per non aver agito in precedenza secondo i suoi consigli e lo invitò a tornare a corte. Ying Zheng accordò tutte le sue richieste, mettendo Wang Jian al comando di 600 000 uomini e assegnando Meng Wu come secondo in comando di Wang. Con questo enorme potere militare a sua disposizione, Wang fece in modo di rassicurare Ying Zheng della sua fedeltà inviandogli frequentemente messaggeri con la richiesta di ricompense per la sua famiglia per i traguardi raggiunti.
Nel 224 a.C. l'esercito di Wang Jian passò a sud di Chen (陳; l'odierna contea di Huaiyang, Zhoukou, Henan) e si accampò a Pingyu. Le forze Chu, guidate da Xiang Yan, sfruttarono tutte le loro risorse per lanciare un'offensiva contro l'accampamento Qin, ma questo tentativo fallì. Wang Jian ordinò alle sue truppe di mantenere saldamente le proprie posizioni ed evitare di avanzare ulteriormente nel territorio Chu. Dopo il fallimento del tentativo di attirare l'esercito Qin all'attacco, Xiang Yan ordinò la ritirata e Wang Jian colse l'opportunità per lanciare un contrattacco a sorpresa. L'esercito Qin inseguì le forze Chu che si ritirarono presso Qinan (蕲南; a nord-ovest dell'odierna contea di Qichun, Huanggang, Hubei), dove Xiang Yan fu ucciso in combattimento nella battaglia successiva.
Nel 223 a.C., il Qin sferrò un nuovo attacco contro Chu e catturò Shouchun (壽春; l'odierna contea di Shou, Lu'an, Anhui), la capitale di Chu. Fuchu, il re di Chu, fu catturato e il suo regno fu annesso a Qin. L'anno successivo, Wang Jian e Meng Wu guidarono l'armata Qin nell'attacco contro la regione di Wuyue (che oggi racchiude le regioni del Zhejiang e del Jiangsu), la quale era abitata dal popolo Beiyue, e catturarono gli eredi della famiglia reale di Yue. I territori Wuyue conquistati divennero parte della comanderìa Qin Kuaiji.

### Conquista dello stato di Qi
Nel 264 a.C., Tian Jian ascese al trono di Qi e venne assistito dalla Regina Madre Qi per la gestione degli affari di stato. Lo stato di Qin corruppe il cancelliere Qi, Hou Sheng (後勝), per dissuadere Re Jian dal prestare aiuto agli altri stati che furono attaccati dal Qin. Nel 221 a.C. lo stato di Qi era rimasto l'unico tra gli altri Stati Combattenti a non essere ancora conquistato dal Qin. Mobilitarono quindi i propri eserciti ai confini occidentali per prevenire la possibile invasione del Qin, sebbene i mezzi militari a disposizione non fossero buoni e le aspettative di resistenza molto scarse.
Nello stesso anno, Ying Zheng utilizzò il rifiuto da parte di Qi di incontrare l'ambasciatore Qin come scusa per attaccare. L'esercito Qin, guidato da Wang Ben (王賁), evitò il confronto diretto con le forze nemiche e stazionò sui confini occidentali di Qi, avanzando nell'entroterra tramite una deviazione a sud attraverso lo Yan. Le forze Qin in questo modo incontrarono scarsa resistenza e alla fine giunsero a Linzi (a nord dell'odierna Zibo, Shandong), capitale dello stato di Qi. Re Jian fu colto di sorpresa e dopo essere stato persuaso da Hou Sheng, si arrese a Qin senza provare più a combattere. I precedenti territori del Qi furono riorganizzati per formare le comanderìe Qi (齊) e Langya (琅邪).

## Inizio della dinastia Qin
Nel 221 a.C., dopo la conquista dello stato di Qi, Ying Zheng si proclamò "Qin Shi Huang" (秦始皇; "Primo Imperatore del Qin") e diede inizio alla dinastia Qin. L'impero Qin venne diviso in 36 prefetture, con Xianyang come capitale. Qin Shi Huang creò uno Stato fortemente centralizzato, un impero che sarebbe diventato il fondamento delle future dinastie imperiali cinesi (sebbene la dinastia Qin durò solo 15 anni, la sua influenza sulla storia cinese rimase viva ancora per molti secoli).
Nel 209 a.C., durante il regno di Qin Er Shi (il figlio e successore di Qin Shi Huang) Chen Sheng e Wu Guang diedero inizio a una rivolta nel Dazexiang per rovesciare la dinastia Qin a causa delle brutali misure repressive che stava mettendo in atto. Sebbene la rivolta fu sedata dalle forze imperiali, diverse ribellioni scaturirono successivamente in tutta la Cina nei tre anni seguenti. L'ultimo sovrano Qin, Ziying, si arrese alle forze ribelli di Liu Bang nel 206 a.C., ponendo fine alla dinastia Qin. Diverse forze ribelli cercarono di restaurare i vecchi stati che precedentemente erano stati annessi al Qin e numerosi aspiranti sovrani reclamarono il proprio trono. Nel 206 a.C., Xianyang fu occupata e saccheggiata da Xiang Yu, un discendente del generale Chu, Xiang Yan.